# Hyponerita pandera
Hyponerita pandera är en fjärilsart som beskrevs av William Schaus 1896. Hyponerita pandera ingår i släktet Hyponerita och familjen björnspinnare. Inga underarter finns listade i Catalogue of Life.